# Richart Báez
Richart Báez (n. 31 iulie 1973, Asunción, Paraguay) este un fost fotbalist paraguayan.
Între 1995 și 2002, Báez a jucat 26 de meciuri și a marcat 2 goluri pentru echipa națională a Paraguayului. Báez a jucat pentru naționala Paraguayului la Campionatul Mondial din 2002.

## Statistici
| Paraguay | Paraguay | Paraguay |
| An       | Meciuri  | Goluri   |
| -------- | -------- | -------- |
| 1995     | 8        | 1        |
| 1996     | 5        | 0        |
| 1997     | 6        | 1        |
| 1998     | 1        | 0        |
| 1999     | 1        | 0        |
| 2000     | 3        | 0        |
| 2001     | 0        | 0        |
| 2002     | 2        | 0        |
| Total    | 26       | 2        |